# 2.ª División de Infantería (Estados Unidos)
La Segunda División de Infantería ("Indianhead", "2ID" o "Segunda ID") es una formación del Ejército de los Estados Unidos. 
Su misión principal actual es la defensa de Corea del Sur en las etapas iniciales de una posible invasión de Corea del Norte, hasta que otras unidades estadounidenses puedan llegar. La 2.ª División de Infantería está formada por 30 000 soldados.
La 2.ª División de Infantería, a diferencia de cualquier otra división del Ejército de los Estados Unidos, se compone en parte de soldados coreanos, llamado KATUSAs (Aumento coreano al Ejército de Estados Unidos). Este programa se inició en 1950 mediante un acuerdo con el presidente de Corea del Sur Syngman Rhee. Unos 27 0000 KATUSAs habían servido con las fuerzas de Estados Unidos al final de la Guerra de Corea. En mayo de 2006, aproximadamente 1100 soldados KATUSA servían con la 2.ª División de Infantería. También hubo más de 3000 soldados neerlandeses asignados a la división entre 1950 y 1954.